# Wim Vansevenant
Wim Vansevenant est un ancien coureur cycliste belge né le 23 décembre 1971 à Dixmude. Professionnel de 1995 à 2008, il est surtout connu pour être le seul coureur à avoir terminé trois Tours de France consécutifs à la dernière place (lanterne rouge). Il a mis un terme à sa carrière à la fin de la saison 2008.
« La lanterne rouge n'est pas une position qu'on peut chercher », a expliqué Vansevenant au journaliste Sam Abt en 2006, « elle te cherche ».

## Biographie
Il effectue les derniers mois de la saison 1994 en tant que stagiaire dans l'équipe néerlandaise Wordperfect-Colnago-Decca. L'année suivante, il passe professionnel avec Vlaanderen 2002-Eddy Merckx, où il reste pendant quatre ans. Il obtient sa première victoire, une étape du Tour du Vaucluse, en 1996.
En avril 1997, au cours de la première année où l'hématocrite est analysé, son niveau dans le sang dépasse les 50 % avant la première étape des Trois Jours de La Panne. Il est interdit de départ sur la course.
Entre 1999 et 2002, il court pour quatre équipes différentes.
En 2003, il rejoint l'équipe Lotto-Domo, où il retrouve Mario Aerts, son partenaire chez Vlaanderen 2002 pendant trois ans. Il est détenteur du record de nombre de lanternes rouges du Tour de France, étant arrivé trois fois de suite dernier de la course (2006, 2007 et 2008). Au Tour de France 2005, il termine avant-dernier, devant Iker Flores.
Après la saison 2008, il arrête sa carrière de cycliste professionnel et reprend la ferme de ses parents. Il accompagne également les invités sur les courses pour l'ancienne équipe Omega Pharma-Lotto.
En juin 2011, après sa carrière de coureur, il est accusé d'importation de produits dopants en Belgique. Un lot de pilules qui lui avait été destiné est intercepté à Zaventem par les douanes. Il s'agit du TB500, un produit utilisé pour stimuler la croissance musculaire chez les chevaux,. Il prétend que les produits étaient pour son usage personnel.
Son fils, Mauri (né en 1999) est passé professionnel en 2020.

## Palmarès

### Palmarès amateur
- 1992
  - 2e étape du Tour de Flandre-Occidentale
- 1993
  - 2e du Grand Prix de Waregem
  - 3e du championnat de Belgique du contre-la-montre amateurs
  -  Médaillé de bronze au championnat du monde sur route militaires

### Palmarès professionnel
- 1996
  - 2e étape du Tour du Vaucluse
  - 2e de la Course des raisins
- 2000
  - Grand Prix Beeckman-De Caluwé
  - 3e du Grand Prix de Villers-Cotterêts
- 2002
  - 3e de Cholet-Pays de Loire
- 2003
  - 2e du Grand Prix Beeckman-De Caluwé
  - 3e du Grand Prix de la ville de Zottegem

## Résultats sur les grands tours

### Tour de France
5 participations
- 2004 : 140e
- 2005 : 154e
- 2006 : 139e et lanterne rouge
- 2007 : 141e et lanterne rouge
- 2008 : 145e et lanterne rouge

### Tour d'Italie
1 participation
- 2000 : hors-délais (18e étape)